# Раштрія сваямсевак санґх

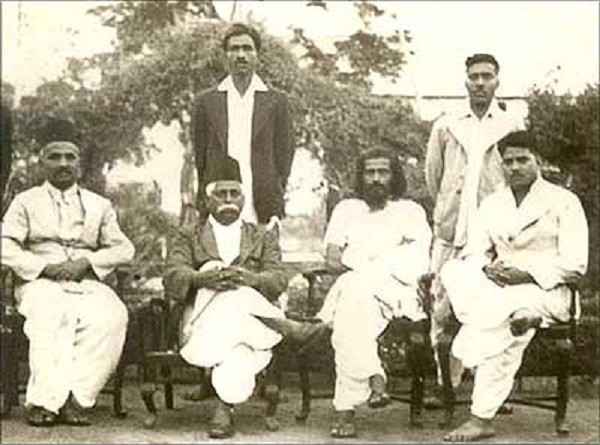
Засновники Раштрія сваямсевак санґх 1939 року

Раштрія сваямсевак санґх (гінді राष्ट्रीय स्वयंसेवक संघ укр. Союз добровільних слуг батьківщини  (Національне волонтерська спілка)) — індійська права напіввійськова націоналістична організація, найбільша не комуністична організація у світі та найвпливовіша індуїстська націоналістична організація. Належить до групи індуїстських націоналістичних організацій «Санґх парівар». РСС прийнято вважати родоначальницею партії «Бхаратія джаната парті», що виникла 1980 року на базі РСС і Джана-санґх.

## Історія
Організацію було засновано 1925 року лікарем з Нагпура Кешаврао Балірамом Хедгеваром як соціальна й культурна організація, що ставила собі на меті протистояння британському колоніалізму та ісламському сепаратизму в Індії. Волонтери РСС брали активну участь у різних політичних і соціальних рухах, включаючи Рух за незалежність Індії. Під час Другої світової війни лідери РСС захоплювались Адольфом Гітлером.
Кілька разів діяльність РСС в Індії заборонялась: за часів британського колоніального панування; 1948 року, після того, як колишній член РСС Натхурам Годзе застрелив Магатму Ґанді; за часів надзвичайного стану 1975—1978 років, а також після руйнування Мечеті Бабрі 1992 року.
Волонтери організації набули відомості за свою роль у ліквідації наслідків стихійних лих. РСС брала активну участь у ліквідації наслідків циклону в Одіші (1971), циклону в Андхра-Прадеш (1977), Бхопальської катастрофи (1984). Після Гуджаратського землетрусу 2001 року волонтери РСС допомагали заново відбудовувати зруйновані села. У тій акції брали участь близько 35 000 членів РСС, за що організація отримала позитивні відгуки навіть від своїх критиків. Афільована з РСС організація «Сева Бхарати» брала участь у ліквідації наслідків землетрусу в Індійському океані 2004 року та спричиненому ним цунамі. Члени організації допомагали будувати тимчасові помешкання для постраждалих, які забезпечували їх провіантом, одягом і медикаментами. 2006 року «Сева Бхараті» взяла під свою опіку 57 дітей-сиріт (38 мусульман, 19 індуїстів) з тих, хто постраждав у результаті військових дій районів штату Джамму та Кашмір. 1999 року РСС надала підтримку жертвам Каргільського конфлікту. 2013 року волонтери РСС надавали допомогу постраждалим від повені в Уттараканді.